# Pernegg an der Mur
Pernegg an der Mur (Pernegg) är en ort och kommun  i Österrike. Den ligger i distriktet Bruck-Mürzzuschlag i förbundslandet Steiermark.
Kommunen består av åtta orter (Ortschaften) (inom parentes invånarantal 1 januari 2024):

- Gabraun (88)
- Kirchdorf (560)
- Mautstatt (224)
- Mixnitz (303)
- Pernegg (897)
- Roßgraben (35)
- Traföß (86)
- Zlatten (393)